# Javier Salmerón
Javier Salmerón (Barcelona, 1966 - 6 de febrer de 2024) va ser un esportista català que va competir en atletisme adaptat. Va guanyar tres medalles en els Jocs Paralímpics d'Estiu en els anys 1988 i 1992.

## Palmarès internacional
| Jocs Paralímpics | Jocs Paralímpics     | Jocs Paralímpics | Jocs Paralímpics |
| Any              | Lloc                 | Medalla          | Prova            |
| ---------------- | -------------------- | ---------------- | ---------------- |
| 1988             | Seül (Corea del Sud) | 3                | 800 m C8         |
| 1992             | Barcelona (Espanya)  | 2                | 400 m C8         |
| 1992             | Barcelona (Espanya)  | 2                | 4 × 100 m C5-8   |